# Chrysso trimaculata
Chrysso trimaculata är en spindelart som beskrevs av Zhu, Zhang och Xu 1991. Chrysso trimaculata ingår i släktet Chrysso och familjen klotspindlar. Inga underarter finns listade i Catalogue of Life.